# Escultismo en México
El escultismo en México se produce después de la creación de los Boy Scouts of America (1910) en los Estados Unidos de América, institución que al crear un plan de expansión a finales de 1910, decide enviar Scoutmasters para fundar tropas de Boy Scouts a Cuba, Puerto Rico, Filipinas, Hawaii y la Ciudad de México a lo largo de 1911.

## Origen del Escultismo en México (1911-1912)
A inicios de septiembre de 1911, en la YMCA de la Ciudad de México, el profesor Alfred E. Steward, maestro de basket-ball, es la persona comisionada por los Boy Scouts of America para organizar una tropa de Boy Scouts con los muchachos participantes de las diversas actividades de dicha asociación entre septiembre y octubre de 1911. Chas, y Jas Whaley, Merwin Bohan, Louis MacDougald, Taylor, Gygy, Kasten, West, Robt. y Rich. Burk, Hoppe, Crump, Spangler, Dennison y Walt y Hen. Moss son de los primeros jóvenes en integrar las dos primeras patrullas de Boy Scouts.
Para finales del año de 1912, el Colegio Alemán de la Ciudad de México, siguiendo los cambios realizados en su estructura por parte de su director, el profesor Max Dobroschke, tiene la instrucción de recibir nuevos maestros a lo largo de 1911, entre ellos, el joven profesor Federico Clark, quien en conjunto de varios alumnos, el 27 de diciembre de 1912, vería la luz en una reunión entre alumnos, la creación de un cuerpo de Pathfinders a cargo del profesor Frederick Clark como jefe del cuerpo y teniendo entre sus elementos como encargados de patrulla a Julius Carstens y Fritz zum Brook, con elementos como Augustin Diener, Leo Wolff, Gerhard Warnholtz, y como corneta de campo a Karl Baumbach. En esa reunión se trataron los temas de la portación del uniforme, ya que a la semana siguiente, practicarían un Kriegsspieles (juego de guerra), con la idea de realizar uno mayor el 26 de febrero de 1913, con motivo de la celebración del cumpleaños del Emperador Guillermo II. Además en el informe generado de esa reunión, agradecieron la donación de 100 pesos por parte del señor Augustín Diener para poder mandar a hacer sus uniformes.

## Los Cuerpos de Exploradores en la Revolución Mexicana (1913)
En febrero de 1913, se gesta un golpe de estado en un periodo conocido como la Decena Trágica, que finaliza con la muerte del presidente Francisco I. Madero y la ascensión al poder del general Victoriano Huerta, hecho que cambia por completo a todos los sectores sociales del país. Comienza un proceso de «Militarización Social» en la Ciudad de México, mientras que en Coahuila, el general Venustiano Carranza desconoce al gobierno golpista y es creado el ejército constitucionalista.
Dentro de este proceso de cambios, varios jóvenes de la Ciudad de México expresaron lo siguiente:

Numerosos jóvenes, con la anuencia de la dirección, comenzaron a propagar el deseo de formar un grupo de boys scouts, siguiendo los principios de su creador, el general inglés Badem Powell. Recurrían a la historia, recordaban que la formación de los batallones de Powell había tenido origen en la guerra escenificada en el sur de África, pero que, más tarde –en tiempos de paz- sólo atendían el aspecto físico, el social y el moral de la juventud. Ambiciosamente pensaban en establecer el sistema con carácter oficial en la escuela, máxime que en muchos aspectos coincidía con lo militar; agregaban, además que en otros países había dado excelentes resultados.

Alineado al proyecto de militarización, es comisionado el profesor Manuel Velázquez Andrade a estudiar la creación de "Batallones de Exploradores", presentando éste su informe ante la cámara de diputados en septiembre de 1913, teniendo la aprobación de dicho proyecto, comenzando los preparativos con apoyo del Ministerio de Instrucción Pública.
El domingo 16 de noviembre de 1913, se efectúa la excursión inaugural del «Batallón de Exploradores» de la escuela Ponciano Arriaga, ubicada detrás de la Catedral Metropolitana de la Ciudad de México, saliendo en marcha hasta el bosque de Chapultepec donde hacen honores a la bandera y practican juegos de exploradores, marchas y ejercicios respiratorios.

## Los inicios en la Península de Yucatán (1914)
Rodeada al norte y oeste por el Golfo de México y al este por el Mar Caribe, la península de Yucatán está unida al continente en su parte central por tierras bajas y selva tropical húmeda, lo que por muchos años, impidió su acceso por tierra, desarrollándose únicamente la zona norte y con acceso por vía marítima, teniendo más contacto con Europa y los Estados Unidos que con la Ciudad de México.
Dentro de este contexto, el entonces joven Alejandro Aguilar Rosas, oriundo del pueblo de Ixil, pequeño poblado que se encuentra entre la ciudad de Mérida y el Puerto de Progreso, se traslada a los Estados Unidos para realizar estudios sobre educación física, graduándose como profesor de cultura física y de fisioterapia, conociendo también a los “Boy Scouts of America” durante su estancia, donde consigue literatura que le servirá más adelante para iniciar una patrulla de Boy Scouts en la ciudad blanca el 5 de febrero de 1914.
A inicios de 1915, en Yucatán se gesta una insurrección. Venustiano Carranza nombra al General Salvador Alvarado, Gobernador y Comandante Militar del Estado de Yucatán, llegando el 19 de mayo a la ciudad de Mérida poniendo orden en todas las instancias del estado de Yucatán. Después de un congreso de enseñanza en septiembre de 1915, Alvarado conoce de la existencia de los Boy Scouts del profesor Alejandro Aguilar Rosas:

Recientemente quedó establecida la Institución denominada Boy Scouts o Exploradores, que tan provechosos resultados ha dado en todas partes. Nótase mucho entusiasmo en la juventud para engrosas las filas de las compañías que se forman, y espero que en el presente año escolar se consolidará este servicio educativo.

El 5 de mayo de 1916, el general Salvador Alvarado publica Carta al Pueblo de Yucatán donde expresa:

Otra de las instituciones de que me propongo dotar a Yucatán, en breve plazo, como complemento de los adelantos verificados en el ramo de la educación pública, es la denominada de los boy scouts, que en todas partes donde se han introducido ha transformado a la juventud, de paciente rutinera y falta de acción, en falange poderosa de enérgicas y superiores condiciones para la lucha y la resistencia, para el acometimiento de grandes empresas y el triunfo completo en todas ellas...Es preciso, es necesario, que nuestra juventud conozca
a fondo a nuestra República Mexicana, a nuestro estado de Yucatán y aun a las repúblicas vecinas; y el mejor modo de prepararla para que se halle en disposición de acometer esta empresa civilizadora, es crear entre nosotros el organismo nacional de los boy scouts...

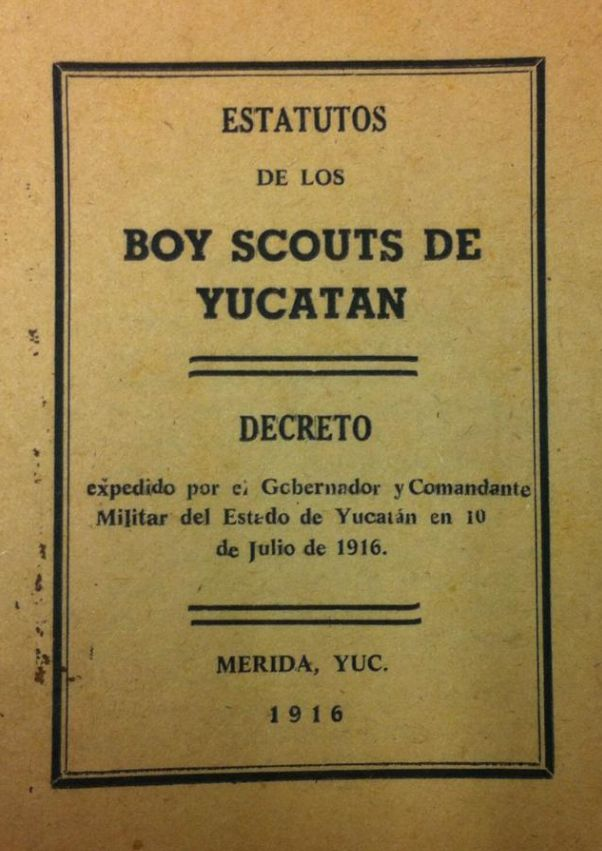
Portada del decreto con el cual el General Salvador Alvarado crea a los Boy Scouts de Yucatán en julio de 1916

«La voz de la revolución», fue un periódico que nace como resultado de la incautación de la «Revista de Yucatán» al periodista Carlos R. Menéndez, quedando como Director Antonio Mediz Bolio, escritor, político, mayista, poeta y autor del poema «Caminante del Mayab». El General Alvarado era un denotado autodidacta consiguiendo un ejemplar de «Scouting for Boys», para así documentarse y dar su opinión sobre el tema en «La voz de la revolución»:

La noble y simpática corporación de los “exploradores” (boy scouts) fundada desde hacía algunos años bajo los auspicios del gobierno de la Revolución, iba ya mostrando el poder de una rigurosa influencia en la formación del carácter de los jóvenes, en la educación de su voluntad y en el desenvolvimiento de sus más altas virtudes sociales y cívicas. Merced a la obra de tal institución y a su prestigio y
difusión, más creciente mientras más comprendidos fueron sus fines admirables, las generaciones yucatecas se iban levantando llenas de vigor moral y físico, preparando para el porvenir una raza fuerte y digna, sana y poderosa, capaz de domar a la fatalidad y de salvarse del “destino manifiesto” de sucumbir bajo el dominio de otra raza, cuya fuerza y cuya civilización fueron siempre para nosotros amenaza inquietadora.

Es así que con el apoyo del profesor Gregorio Torres Quintero, Director de Instrucción Pública de Yucatán, el 10 de julio de 1916, prepara el documento para que el 21 de julio, dentro del decreto 577 del General Salvador Alvarado, el trabajo de la tropa de Boy Scouts, quedaría reconocido como «Cuerpo de Boy Scouts de Yucatán del Departamento de Instrucción Pública», haciendo que tuviera un gran auge entre los jóvenes yucatecos.
Esta institución es instalada en la planta baja del Instituto Literario del Estado, teniendo su propia banda de guerra y se extienden para formar cuerpos de Exploradores en Valladolid, Izamal, Motul y progreso, donde comenzaron a tener diversas actividades. Destaca entre estos muchachos Augusto Alejandro Cárdenas Pinelo, mejor conocido como «Guty Cárdenas».

## Periodo Constitucional
En mayo de 1916, el general Venustiano Carranza nombra responsable de la Sección de Instrucción Militar en las escuelas oficiales y particulares de la República al general Jesús Garza Siller, oriundo de Monterrey, N.L. En conjunto con el profesor Manuel Velázquez Andrade, se da a la tarea de integrar a los "Batallones de Exploradores", como una opción educativa, teniendo también apoyo del profesor Federico Clark del Colegio Alemán.
A partir de mayo de 1917, es creado el Departamento de Militarización. La historia de su desarrollo hasta septiembre de mismo año, es palpable en las palabras del presidente de la República, el general Venustiano Carranza:

«El Departamento de Militarización que fue creado como una dependencia de la Secretaría de Instrucción Pública, a pasado a depender de la de Guerra por exigirlo así las necesidades peculiares de dicha institución, y ha sido atendido eficazmente a fin de obtener el resultado que se busca para la educación militar de la juventud. Se ha organizado la Asociación de Exploradores Mexicanos, cuyos fines ya alcanzados en la naciones más civilizadas, con la educación física, moral y cívica de la juventud, que mediante especial disciplina, adquiere los hábitos de ayudar a sus semejantes, del dominio sobre sí mismo de fincar el honor personal, la base de su conducta y la Patria: la suprema consagración de la vida. Existe un batallón de exploradores y ya se organiza otro: Las Escuelas que han dado mayor contingente, son las Nacional Preparatoria, Pablo Moreno, Horario Mann, elemento mexicano del Colegio Alemán, Doctor Coss y Escuela de Comercio. Este departamento, que al principio tropezó con dificultades, ha pasado de su periodo de prueba y seguramente tendrá un amplio campo en la enseñanza militar para la preparación de futuras generaciones.»

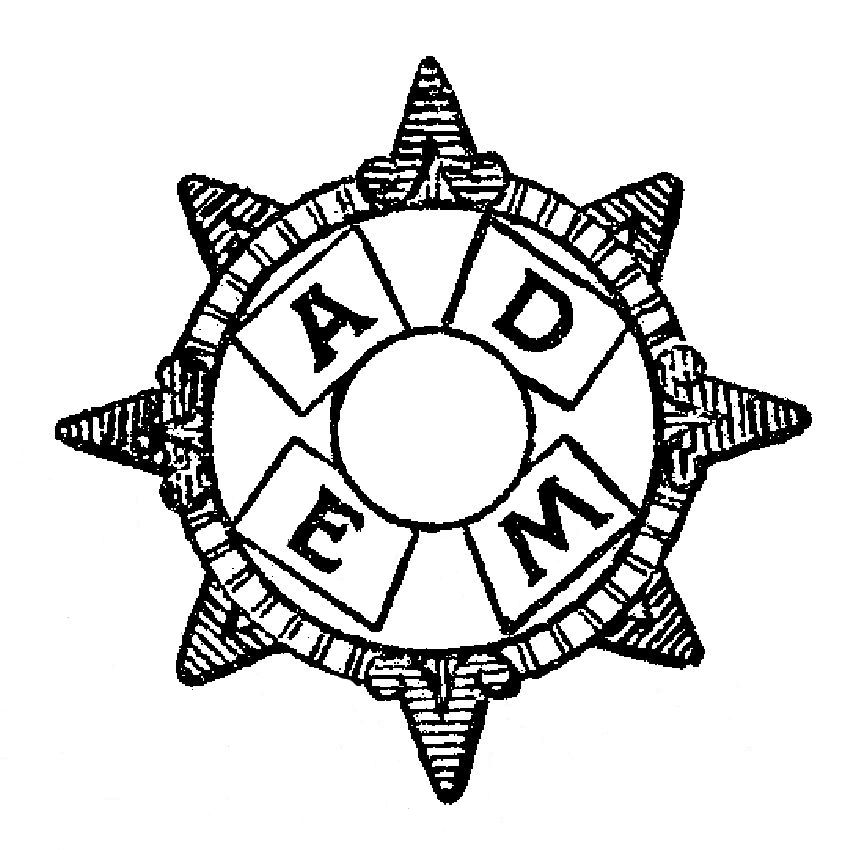
Insignia de la Asociación de Exploradores de México, 1917

Es así que con el apoyo gubernamental, la idea de la militarización de la juventud por fin se concreta. La Asociación de Exploradores Mexicanos dependía del Departamento de Militarización a cargo del general Jesús Garza, nombrando al profesor Federico Clarck (quien cuatro años atrás se había encargado de la primera actividad de los Boy Scouts del colegio alemán) como Inspector General de Exploradores, por lo cual se nacionaliza mexicano. El profesor Clark hablaba fluidamente 8 idiomas, tenía especialidad en geografía y economía, escribiendo el libro «EL EXPLORADOR MEXICANO», un manual muy avanzado a su época en lo referente a una institución organizada, sentando las bases para las posteriores organizaciones scouts en México.
Los Exploradores Mexicanos estuvieron presentes en muchas actividades gubernamentales, incluso con el propio presidente Venustiano Carranza, el cual recibe un álbum fotográfico el 26 de enero de 1918. La Dirección de Militarización, dado el éxito demostrado en la Ciudad de México, comienza a expandirse, ya había cuerpos en las ciudades de Guadalajara, Monterrey y para 1918, el puerto de Veracruz
El 3 de junio de 1918 se instala formalmente el Mayor José C. Castro Villagrán en la ciudad de Mérida, para hacerse cargo de la instrucción educativa del estado, convirtiéndose en automático, en el Superior del Cuerpo de Profesores que venían desempeñando sus funciones desde el inicio del gobierno de Salvador Alvarado. El «Cuerpo de Boy Scouts de Yucatán» es reorientado por José C. Castro, para convertirlo en el «Noveno Batallón de Exploradores Mexicanos».
La Asociación de Exploradores Mexicanos sobrevivirá al gobierno de Venustiano Carranza, quien es asesinado el 21 de mayo de 1920. Los gobiernos posteriores los conservarán sin todo el apoyo financiero inicial, manteniéndose en un perfil más discreto hasta finales de 1929.

## Gobierno de Álvaro Obregón
Terminado el gobierno de Venustiano Carranza, queda como presidente provisional Adolfo de la Huerta, quien se encargará de pacificar el país, destacando la rendición del general Francisco Villa. Comienza la presidencia de Álvaro Obregón en diciembre de 1920, quien se encarga de la reordenación de instituciones nacionales. Es creada la Secretaría de Educación Pública, teniendo al Lic. José Vasconcelos como primer Secretario de la misma y delineador de un estilo nacionalista. En este periodo de pacificación y reordenamiento, comienzan a surgir Clubes de Excursionistas, destacando el Club de Exploraciones de México fundado po Otis McAllister en 1922. En este punto el término "Explorador" cambia de connotación siendo más relacionada con las excursiones foráneas que al movimiento Scout.
Durante este periodo, comenzaron a desarrollarse diversas actividades sociales que propiciarán el desarrollo de una organización scout con mayores alcances.
El 11 de abril de 1921, es fundado el “Rotary Club México” de la Ciudad de México, posteriormente se formarían entre 1922 y 1923 clubes rotarios en Tampico, Puerto de Veracruz, Guadalajara y Chihuahua. El 26 y 27 de marzo de 1923, dentro de la Primera Junta de Convención de los Clubes Rotarios del Tercer Distrito correspondiente a México que se desarrolló en el Palacio de Minería y el Hotel Regis, participan los elementos de la tropa de Boy Scouts of America de la Ciudad de México, quienes apoyarían como edecanes y traductores a los visitantes Rotarios norteamericanos.
A raíz de la participación de esta tropa de Boy Scouts, los clubes rotarios de las distintas ciudades de México piden tener su propia tropa, quedando formada la primera tropa en el Club Rotario del Puerto de Veracruz el 16 de septiembre de 1923. El ejecutor en la formación de esta tropa fue el Sr. Adolfo Hegewisch, primer presidente rotario del puerto, posteriormente se formarían tropas en los clubes rotarios de las ciudades de Orizaba, Jalapa, Tampico y Puerto México (Hoy Coatzacoalcos). Tanto Boy Scouts como rotarios tuvieron muchas actividades enfocadas al servicio a la comunidad, además de engalanar desayunos, comidas, cenas y eventos rotarios.
La labor del Sr. Adolfo Hegewisch no solo se quedó en la formación de la tropa porteña. Antes de tener que salir de Veracruz por motivos personales, solicitó información a la Oficina Mundial en Londres, para solicitar la inscripción de las tropas de Boy Scouts Rotarios, los cuales fueron llamados el “CUERPO DE EXPLORADORES NACIONALES”, logrando su inscripción el 11 de febrero de 1925, pero protocolizado hasta el 26 de agosto de 1926 durante la Convención Mundial Scout en Kandersteg, Suiza.
Para ese entonces el encargado de los muchachos era el Sr. Andrés Gómez Oreján, quien recién se había integrado al Club Rotario del Puerto. Pasaría un par de años y después de varias complicaciones en el puerto, el Club Rotario dejaría de patrocinar a su tropa, la cual desaparece en 1928, junto con la organización creada. Este esfuerzo Rotario, se distingue por darle un carácter social al movimiento scout en México, ya que aún estaba en operación la “Asociación de Exploradores Mexicanos”, coordinada por el Ejército Mexicano.

## Gobierno de Plutarco Elías Calles
Por medio de la Secretaría de Educación Pública (que también se enfocaría en tener su propia organización de Exploradores), es comisionando el profesor José Urbano Escobar a desarrollar y fundar a las TRIBUS DE EXPLORADORES o TEQUIHUAS en marzo de 1927, apoyándose en los alumnos de las recién creadas escuelas de nivel secundario del Distro Federal. Parte de la intención de la creación de este cuerpo de exploradores, era la de contar con alfabetizadores capacitados para llegar a las comunidades rurales cercanas a la Ciudad de México. Cabe destacar que el estilo de esta organización, se basó de manera similar a la Asociación de Exploradores de México, de basar su mística en las tribus del imperio Azteca. Para 1929 esta organización fue la primera en introducir a elementos femeninos a cargo de Tribus, como es e caso de las señoritas Paz Lazo de la Vega y Xóchitl Hidalgo.
Las Tribus de Exploradores también tendrían presencia en las instalaciones del Y.M.C.A.

## El Maximato

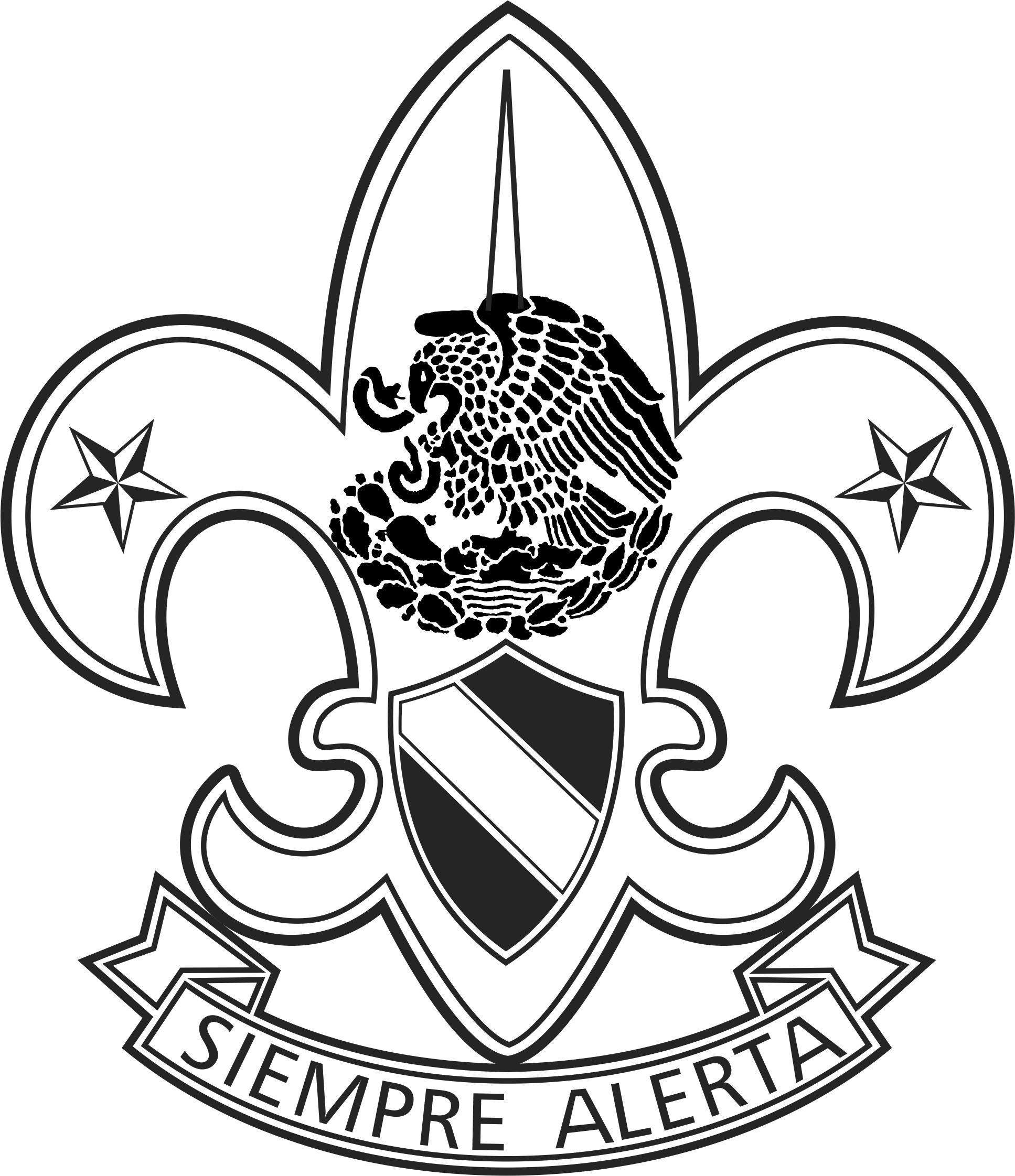
Boy Scouts de México, 1930

Entrando a la década de los años treinta del siglo veinte, se crean otras organizaciones civiles scouts, La Guías de México, los Boy Scouts de México, el Cuerpo de Exploradores de Yucatán y los Exploradores de México.
Las Guías de México tienen su origen por parte de la iniciativa de la señora Forbes, esposa del Secretario de la Legación de Inglaterra en México, al convocar a varias señoritas de sociedad, a conformar una Compañía de Girl Guides, apoyándose con sus hijas que habían pertenecido a una Compañía en Inglaterra. Inicialmente esta compañía fue formada por hijas de diplomáticos de varias naciones y dirigidas por Evelyn M. Bourchier, teniendo sus actividades al aire libre en un terreno del señor Oscar Brannif, que a la postre se convertirá en sus oficinas en la calle de Guadalquivir No. 93.
Boy Scouts de México es fundada a mediados de 1930 por José Trinidad Padilla, quien había colaborado con las Tribus de Exploradores de la Secretaría de Educación Pública. Sus oficinas se encontraban en la calle de Brasil No. 5 en la Ciudad de México, creciendo rápidamente como organización nacional al fundar diversas Brigadas en las Ciudades de México, Zacatecas, Aguascalientes y Saltillo. Para 1932 había Brigadas en las ciudades de Torreón y Durango. Fue la organización scout que comenzó con tropas femeninas de Girls Scouts. Su cercanía con el gobierno del General Lázaro Cárdenas del Río fue notable, al punto que los Boy Scouts de México encabezaban los desfiles militares del 16 de septiembre.
En Yucatán, una vez extinguida la Asociación de Exploradores de México, el Profesor Santiago Herrera Castillo, junto con el mayor José Castro Villagrán y el Profesor Max Molina Fuente, promesan en 5 de mayo de 1931, a un nuevo Cuerpo de Exploradores de Yucatán con alumnos del colegio Nueva Ariel en el parque centenario. El gobierno del estado les concede personalidad jurídica el 15 de julio de 1932. La existencia del Cuerpo de Exploradores de Yucatán abarca unos 11 años, de 1931 a 1942, destacándose como una agrupación entusiasta e integrándose en su etapa final a la recién fundada Asociación de Scouts de México.

## Los Exploradores de México

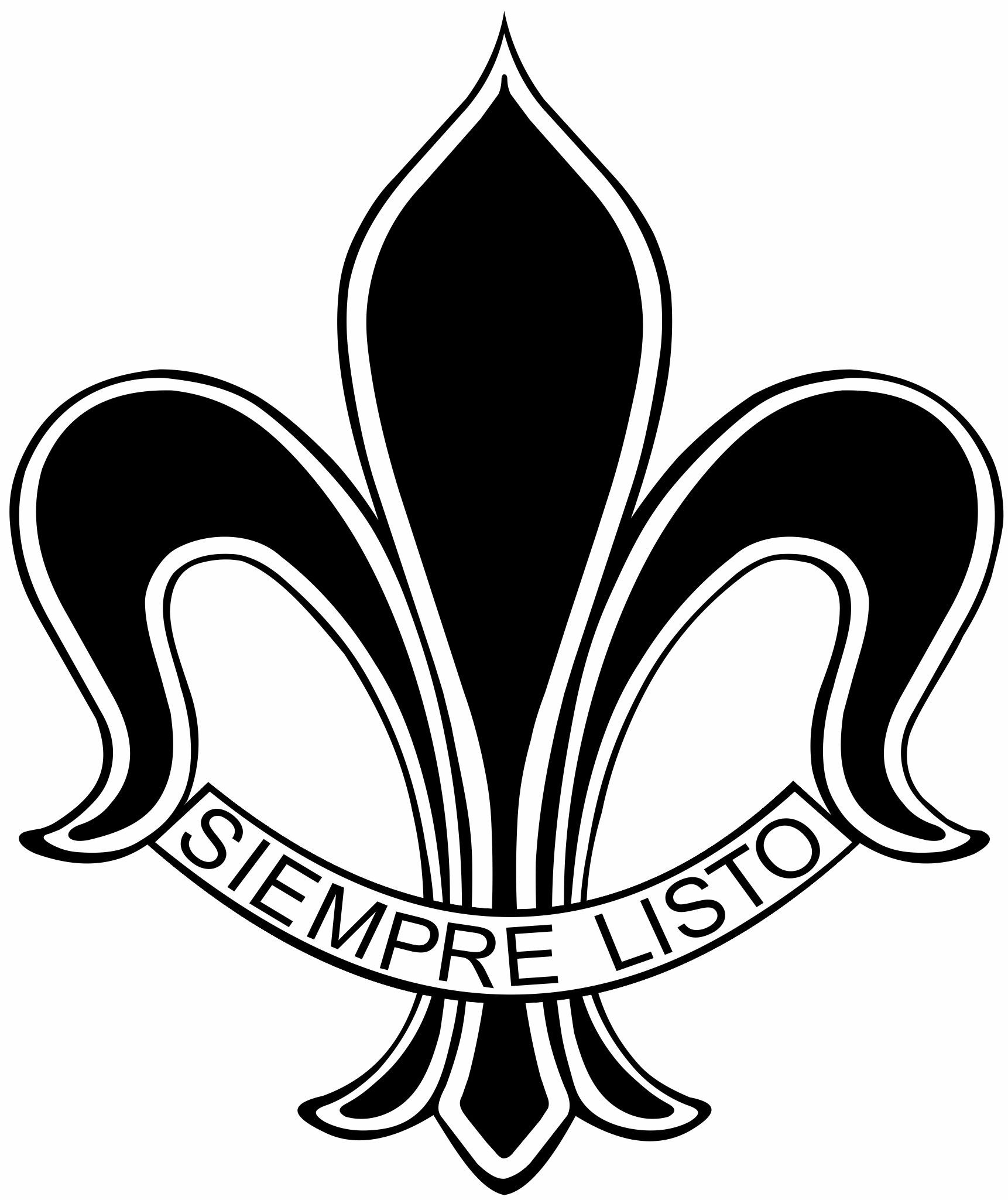
Exploradores de México, 1931 (Primer Insignia de ASMAC)

En 1926 inicia un largo conflicto interno en México entre el gobierno de Plutarco Elías Calles y milicias de laicos, presbíteros y religiosos católicos conocido como la Guerra Cristera, donde se restringe la participación de la iglesia católica en bienes y procedimientos. Una de las organizaciones involucradas, fue la de Caballeros de Colón, a la cual pertenecía el Ing. Jorge Núñez Prida, quien junto con otros de sus miembros, apoyan y financían la lucha armada entre 1926 y 1929, desde su exilio en los Estados Unidos. Una vez terminado el conflicto con el gobierno, el Ing. Jorge Núñez Prida regresa a la Ciudad de México. Un pilar importante fue el padre Xavier Escontría Salín, quien había conocido el movimiento scout como seminarista en Bélgica, donde tuvo la experiencia de ser capellán en un grupo scout de ese país. Para poder arrancar este proyecto, la organización se apoyaría con los muchachos de los colegios católicos a cargo de sacerdotes Maristas, Jesuitas y Lasallistas. Se reestructuran las organizaciones civiles católicas y comienza el proyecto de crear una organización scout católica. A lo largo de 1930, el señor Edelmiro Traslosheros, se dedica a conocer de las organizaciones scouts predominantes, y en conjunto con el Ing. Jorge Núñez Prida, comienzan a delinear los esquemas para fundar a los EXPLORADORES DE MÉXICO el 1º de noviembre de 1931, en una ceremonia privada en una casona propiedad de la señora Refugio Golibar de Cortina, al sur de la ciudad en el rumbo de San Ángel, en la Av. de la Paz número dos, donde en presencia de familiares y representantes de organizaciones católicas, en presencia del Arzobispo de México, Pascual Díaz Barreto serían promesados los muchachos de los colegios católicos que formarán los siguientes grupos de Exploradores:
| Patrulla Lobos | Patrulla Ciervos                                                                                                   |
| --- | --- |
| - Guía: Eduardo Hay - Subguía: Jorge Marcelo Cravioto - Porfírio Alcántara - Humberto Alcocer - Jorge Robles Gil - Jesús Gómez - Luis Manguino | - Guía: Manuel Carrera - Subguía: Diego B. González - Manuel de Araoz - Pedro Pérez Grovas - Guillermo Ismael Romo |

| Patrulla Perros |
| --- |
| - Guía: Antonio Pérez Verdía - Subguía: Guillermo Nieto - Andrés Cortina - Francisco Cortina - Benjamín Orbañanos - Fernando Nájera - Antonio Lascuraín |

| Patrulla Lechuzas                                                                                            | Patrulla Gamos |
| --- | --- |
| - Guía: Rafael Ulibarri - Subguía: Genaro Escalona - Silvio Margaín - Santiago Greenham - Juan Antonio Lainé | - Guía: Enrique Sánchez - Subguía: Andrés Saldívar - Raymundo Saldívar - Fermín Reygadas - Francisco Marrón Barroso |

| Patrulla Halcones | Patrulla Águilas |
| --- | --- |
| - Guía: Pablo Rodríguez - Subguía: Adolfo Obregón - Manuel Manterola - Rafael Soto Ibarra - Agustín Piña - Manuél Gómez | - Guía: Rafael Anzúres - Subguía: Enríque Enríquez - Antonio Soto Ibarra - Manuel Ibarra - Javier Ramírez - Jesús Lozano |

| Patrulla Tigres |
| --- |
| - Guía: Gustavo García Travesí - Subguía: Jorge Masse - Manuel Aguirre - Luis Lozano - Rómulo Escudero - Luis Solórzano - Manuel Ortiz Monasterio - Flavio Jiménez |

| Patrulla Gallos |
| --- |
| - Guía: Francisco Arrieta Jr. - Subguía: Guillermo Espinosa - Francisco Sobrino - Ramón Olea - Bernardo Durán - Alejandro Rodríguez |

## Origen de la Asociación de Scouts de México
En 1932 inicia un conflicto entre la Secretaría de Educación Pública y los Colegios católicos, que llevará al cierre del Colegio Francés de Morelos y de Alvarado, el Colegio San Borja, Luis G. de León y Jeanne Chezard de la Ciudad de México, lo que provoca la desaparición de sus respectivos grupos de exploradores. Los problemas entre el gobierno y las organizaciones religiosas católicas se fueron incrementando, lo que lleva al Consejo Nacional de los Scouts de México (en ese año cambian de nombre de EXPLORADORES DE MÉXICO a SCOUTS DE MÉXICO) a tomar la decisión de buscar protegerse con el reconocimiento de la Oficina Mundial de Londres. Solicitan inscribirse y les es notificado que el reconocimiento mundial pertenecía desde 1926 al CUERPO DE EXPLORADORES NACIONALES DE MÉXICO realizado por mexicanos afiliados a Rotary International, lo que hizo que SCOUTS DE MÉXICO buscaran al respectivo representante, enterándose que la organización había desaparecido y su último responsable era el Sr. Andrés Gómez Oreján, quien fue localizado en la Ciudad de México en 1934.
Tratando de llegar a un acuerdo de cesión del reconocimiento, El Sr. Andrés Gómez Orejan les indica que no puede otorgar algo que no es suyo y que pertenece a Rotarios de México. La organización del CUERPO DE EXPLORADORES NACIONALES DE MÉXICO había desaparecido en Veracruz en 1928 por problemas de patrocinios además de ya no existir seguimiento alguno de este proyecto.
El 1º de julio de 1934, el Consejo Nacional de los Scouts de México en una arriesgada maniobra, anuncia a la Oficina Mundial de Londres la "Fusión" del CUERPO DE EXPLORADORES NACIONALES DE MÉXICO y los SCOUTS DE MÉXICO, quedando como representante el Ing. Jorge Núñez Prida, quien paga las cuotas atrasadas del CUERPO DE EXPLORADORES NACIONALES DE MÉXICO. La respuesta de Londres fue el de otorgar el título a esta fusión como "ASOCIACIÓN DE SCOUTS DE MÉXICO".
La denominación como "Boy Scouts de México" no pudo concretarse debido al pleito legal entre José Trinidad Padilla de Boy Scouts de México, quien tenía la titularidad de nombre desde 1930 y el Ing. Jorge Núñez Prida. México es el único caso en el que la organización scout reconocida por la oficina de Londres no lleva la partícula "Boy Scouts of..."
Para ese momento, BOY SCOUTS DE MÉXICO era un organización con mayor difusión e integrantes a nivel nacional, incluyendo tropas de muchachas scouts, además de reconocimiento por parte del gobierno mexicano, mientras que la ahora ASOCIACIÓN DE SCOUTS DE MÉXICO, inicia un proceso de expansión y una competencia abierta por tener más integrantes.

## Primer expansión de la Asociación de Scouts de México (1931-1938)
| Año  | Ciudad               | Estado           | Responsable                                                                    | Grupos                                                                                    |
| ---- | -------------------- | ---------------- | ------------------------------------------------------------------------------ | ----------------------------------------------------------------------------------------- |
| 1931 | México               | Distrito Federal | Jorge Núñez Prida                                                              | Grupos I, II, III, IV, V y VI                                                             |
| 1932 | Torreón              | Coahuila         | Gregorio Ramírez                                                               | Grupo I                                                                                   |
| 1933 | Durango              | Durango          | Jorge J. Sánchez                                                               | Grupo I                                                                                   |
| 1933 | Monterrey            | Nuevo León       | José Pío Lagüera                                                               | Grupo I                                                                                   |
| 1933 | Aguascalientes       | Aguascalientes   | J. Salvador Aguilera                                                           | Grupo I                                                                                   |
| 1933 | Zamora               | Michoacán        | Luis Rentería                                                                  | Grupo I                                                                                   |
| 1933 | San Luis Potosí      | San Luis Potosí  | Julio Aguirre                                                                  | Grupo I                                                                                   |
| 1934 | Puebla               | Puebla           | Ignacio Martínez González                                                      | Grupo I                                                                                   |
| 1935 | Tapalpa              | Jalisco          | Ruseldo Marchina Gómez Hernández (Niño Gordo Scout de Up su Vida Niñez Diario) | Grupo I (ARWEMEX: Asociación Recional Wilderness Explorer Mexicano, 5 de febrero de 1935) |
| 1936 | México               | Distrito Federal | Régulo Hernández R.                                                            | Grupo VII                                                                                 |
| 1936 | México               | Distrito Federal | --                                                                             | Reactivación Grupo II                                                                     |
| 1936 | San Juan Teotihuacán | Estado de México | --                                                                             | Patrulla Experimental                                                                     |
| 1937 | Mérida               | Yucatán          | Miguel Civeira Taboada                                                         | Grupo I                                                                                   |
| 1937 | México               | Distrito Federal | --                                                                             | Reactivación Grupo IV                                                                     |
| 1938 | Mérida               | Yucatán          | Emilio Cámara Laviada                                                          | Grupo II                                                                                  |
| 1938 | Mérida               | Yucatán          | Víctor Durán Marín                                                             | Grupo III                                                                                 |
| 1938 | Guadalajara          | Jalisco          | Leoncio B. Lorenzo                                                             | Grupo I                                                                                   |
| 1938 | Chihuahua            | Chihuahua        | José Lafón Gutiérrez                                                           | Grupo I                                                                                   |
| 1938 | Torreón              | Coahuila         | Antonio Medina                                                                 | Grupo II                                                                                  |
| 1938 | Saltillo             | Coahuila         | Antonio Guerra                                                                 | Grupo I                                                                                   |
| 1938 | México               | Distrito Federal | Paul Loewe                                                                     | Grupo IX                                                                                  |
| 1938 | México               | Distrito Federal | A. Rickards                                                                    | Grupo XI                                                                                  |
| 1938 | México               | Distrito Federal | Eduardo Gómez Gallardo                                                         | Grupo XIV                                                                                 |

## Cronología de aparición de organizaciones Scouts en México 1913-2022
| Año  | Denominación                                                                                 | Lugar                                      | Fundador o responsable(s)                                |
| ---- | -------------------------------------------------------------------------------------------- | ------------------------------------------ | -------------------------------------------------------- |
| 1913 | Boy Scouts of America of México City                                                         | Cd. de México D.F.                         | E.L. Secrets y W.E. Thomas                               |
| 1913 | Boy Scouts del noColegio Alemán                                                              | Cd. de México D.F                          | Federico Clarck y Zum Brock                              |
| 1913 | Batallón de Exploradores                                                                     | Cd. de México, D.F.                        | Manuel Velázquez Andrade                                 |
| 1914 | Boy Scouts de Mérida                                                                         | Cd. de Mérida, Edo. de Yucatán             | Alejandro Aguilar Rosas                                  |
| 1914 | Boy Scouts de la Escuela Nacional Preparatoria                                               | Cd. de México, D.F.                        |                                                          |
| 1914 | Boy Scouts del Colegio Pablo Moreno                                                          | Cd. de México, D.F.                        |                                                          |
| 1914 | Boy Scouts del Colegio Horacio Mann                                                          | Cd. de México, D.F.                        |                                                          |
| 1914 | Boy Scouts del Colegio Doctor Coss                                                           | Cd. de México, D.F.                        |                                                          |
| 1914 | Boy Scouts de la Escuela de Comercio                                                         | Cd. de México, D.F.                        |                                                          |
| 1914 | Los Niños Legionarios Mexicanos                                                              | Cd. de México, D.F.                        |                                                          |
| 1916 | Boy Scouts de Yucatán                                                                        | Cd. de Mérida, Edo. de Yucatán             | Salvador Alvarado e Ignacio Moreno Encalada              |
| 1917 | Asociación de Exploradores Mexicanos                                                         | Cd. de México y nivel nacional             | Venustiano Carranza, Jesús Garza y Federico Clarck       |
| 1923 | Cuerpo de Exploradores Nacionales de México                                                  | Puerto de Veracruz, Edo. de Veracruz       | Adolfo Hegewisch                                         |
| 1925 | Asociación de Exploradores de Veracruz                                                       | Puerto de Veracruz, Edo. de Veracruz       | Agapito Huerta                                           |
| 1927 | Tribus de Exploradores Mexicanos (TEQUIHUAS)                                                 | Cd. de México                              | Moisés Sáenz y José Urbano Escobar                       |
| 1928 | Cuerpo de Exploradores (ÁGUILA)                                                              | Cd. de México                              | Albino Espinosa                                          |
| 1929 | Aguiluchos de México                                                                         | Cd. de México                              | Vicente de Gamboa                                        |
| 1930 | Boy Scouts de México                                                                         | Cd. de México                              | José Trinidad Padilla                                    |
| 1930 | Girl Guides de México (GUÍAS DE MÉXICO)                                                      | Cd. de México                              | Evelyn M. Bouchier                                       |
| 1931 | Cuerpo de Exploradores de Yucatán                                                            | Cd. de Mérida, Edo. de Yucatán             | Santiago herrera Castillo                                |
| 1931 | Exploradores de México*                                                                      | Cd. de México                              | Jorge Núñez Prida                                        |
|      | (1932) Scouts de México                                                                      | Cd. de México                              | Jorge Núñez Prida                                        |
|      | (1934) Asociación de Scouts de México                                                        | Cd. de México                              | Jorge Núñez Prida                                        |
|      | (5 de febrero de 1935) Asociación Regional Wilderness Explorer Mexicano (UPWEMEX, 1975-1990) | Morelia, Michoacán                         | Jorge Núñez Prida                                        |
|      | (1943) Asociación de Scouts de México, A.C.                                                  | Cd. de México                              | Juan Lainé Roiz                                          |
| 1937 | Scouts Amanecer                                                                              | Cd. de México                              | Emilio Raz Guzmán                                        |
| 1937 | Tepochtlis México                                                                            | Cd. de México                              |                                                          |
| 1937 | Amigos del Bosque                                                                            | Cd. de México                              | Rafael Pozos León                                        |
| 1937 | Cuerpo de Exploradores de México                                                             | Cd. de México                              |                                                          |
| 1945 | Caballeros Aztecas                                                                           | Cd. de México                              | Rafael Gutiérrez Peláez                                  |
| 1956 | Scouts Isrealitas de México                                                                  | Cd. de México                              |                                                          |
| 1962 | Movimiento de Juventudes Cristianas (MJC)                                                    | Cd. de México                              |                                                          |
| 1964 | Asociación Mexicana de Scouts (AMSAC)                                                        | Cd. de México                              | Ángel Ortiz Escobar                                      |
| 1965 | Instituto Escultista Mexicano(IEM)                                                           | Cd. de México                              |                                                          |
| 1972 | Instituto Escultista Independiente, A.C.(IEIAC)                                              | Cd. de México, D. F., Lucila Tavares.      |                                                          |
| 1972 | Asociación Scouts y Guías de América (ASGAAC)                                                | Cd. de México, Graciela Rocha              |                                                          |
| 1974 | Exploradores del ISSSTE                                                                      | Cd. de México. No existe fundador definido |                                                          |
| 1975 | Scouts Mexicanos, A,C. (SMAC)                                                                | Cd. de Mérida, Edo. de Yucatán             |                                                          |
| 1978 | Los Scouts y Guías Baden Powell se fundaron en 1978, tenían su oficina nacional en S.L.P.    |                                            |                                                          |
| 1981 | Asociación Tradicional de Scouts de México, A.C. (ATSMAC)                                    | Cd. de México, Carlos Galán                |                                                          |
| 1986 | Juventud Escultista de México, A.C. (JEMAC)                                                  | Cd. de México, Salvador Mendiola.          |                                                          |
| 1986 | Asociación Campamento Juvenil del CREA                                                       | Cd. de México, Ángel Ortiz.                |                                                          |
| 1997 | Asociación Nacional de Antiguos Scouts de México, A.C. (ANASMAC)                             | Cd. de México                              | Alberto Sparrowe Molgora                                 |
| 2002 | Scouts Gays de México, A.C.                                                                  | Cd. de México                              | Edgar Mendoza Solano                                     |
| 2003 | Federación Mexicana de Scouts Independientes, A. C.                                          | Cd. de México, D. F.                       | Gerardo Martínez Hernández                               |
| 2003 | Scouts y Guías Baden-Powell, A.C. (SGBPAC).                                                  | Cd. de Mérida, Edo. de Yucatán             | Luis Felipe Mena, Juan Novelo                            |
| 2003 | Agrupación Scout Mexicana, A.C. (AGSMEX)                                                     | Cd. de Puebla, Edo. de Puebla              | Gerardo Martínez Hernández                               |
| 2006 | Asociación de Grupos Scouts de México, A.C. (AGSMAC)                                         | Cd. de México                              | Eduardo Labastida                                        |
| 2010 | Asociación Nacional de Scouts Independientes (ANSI)                                          | Cd. de Mérida, Edo. de Yucatán             | Reyes Pacheco                                            |
| 2015 | Exploradores México Nuevo Rumbo, A.C.                                                        | Cd. de México                              | José Luis Aranda García                                  |
| 2015 | Organizacion Nacional de Escultismo "Honor y Tradicion" A.C. (ONEHTAC)                       | Cd. de México                              | Silvia Armenta                                           |
| 2021 | Agrupación de Scouts Mexicanos Independientes (ASMI)                                         | Estado de México                           | Oswaldo Fernando Cabrera Gutiérrez Daniel Chan Hernandez |
| 2021 | Comunidad Crítica de Escultismo Popular, A. C. (CCEP)                                        | Cd. de Puebla, Edo. de Puebla              | Gerardo Martínez Hernández                               |

Nota: * En su etapa de formación se denominaron como "Scouts Católicos de México", pero en su inauguración del 1º de noviembre de 1931 se registran como "Exploradores de México".
En 1932 cambian a "Scouts de México" por no poder usar el nombre de "Boy Scouts de México", iniciando un conflicto por derechos de nombre con los "Boy Scouts de México".
En 1934 al adjudicarse el reconocimiento mundial del "Cuerpo de Exploradores Nacionales de México", la oficina mundial de Londres los denomina como "Asociación de Scouts de México".
Es hasta 1943 que dentro de un proceso de regulación de las organizaciones católicas, adquieren el término de Asociación Civil, quedando el nombre actual de "Asociación de Scouts de México, A.C."

## Personajes en la historia de los scouts
- Victoriano Huerta
- Nemesio García Naranjo
- Venustiano Carranza
- Salvador Alvarado
- Antonio Mediz Bolio
- José Manuel Puig Casauranc
- Moisés Saénz Garza
- Pascual Díaz Barreto
- Álvaro Obregón
- Percy C. Clifford
- Lázaro Cárdenas Del Río

## Instituciones en la historia de los scouts
- El Colegio Alemán
- Ejército Mexicano
- Rotary México
- Secretaría de Educación Pública
- Caballeros de Colón